# János Áder
János Áder (Csorna, 9 de maio de 1959) é um advogado húngaro, que foi presidente da Hungria entre 2012 e 2022. Antes, atuou como presidente da Assembleia Nacional da Hungria entre 1998 e 2002 e como eurodeputado.

## Vida e carreira
Áder foi criado na pequena cidade de Csorna em Győr-Moson-Sopron. A partir de 1978, estudou direito na Faculdade de Direito e Ciências Políticas da Universidade Eötvös Loránd (ELTE) em Budapest. De 1986 a 1990, trabalhou como investigador no Instituto de Investigações Sociológicas da Academia de Ciências da Hungria.
Áder, que tem licenciatura em Direito, foi co-fundador da Fidesz, no momento de uma coalizão liberal dos democratas (ainda que tenha se deslocado para o centro-direita a partir de 2012).
Em 1987, János Áder participou da "reunião Lakitelek" (lakiteleki találkozó), a primeira reunião da oposição húngara para pedir um sistema multipartidário. Participa da Mesa Redonda (Ellenzéki Kerekasztal) da oposição, que representa toda a oposição nas conversas com o Partido Comunista Húngaro em 1989, nas quais negociou o final do sistema de um só partido na Hungria. Ainda foi membro da Comissão Eleitoral Nacional. Foi diretor de campanha da Fidesz nas primeiras eleições livres de 1990 (e de novo em 1994 e 1998).
Foi membro do Parlamento húngaro (Országgyűlés) de 1990 a 2009, e foi o presidente da Assembleia Nacional da Hungria de 18 de junho de 1998 a 15 de maio de 2002.  Ele foi o líder da Fidesz na oposição de 2002 a 2006. Em 2011, ele ajudou a projeto de lei que mudou o papel do Judiciário húngaro, levando a Comissão Europeia para levar a questão da independência judicial húngara ante a Tribunal de Justiça da União Europeia. Ele também ajudou a redigir a legislação que revisou as leis eleitorais húngaras.
Na eleição do Parlamento Europeu de 2009, ele se tornou um membro do Parlamento Europeu. Ele foi eleito vice-presidente da Comissão do Ambiente, da Saúde Pública e da Segurança Alimentar em 23 de janeiro de 2012.

## Presidência
Em 16 de abril de 2012 Áder foi eleito pelo Fidesz e pelo primeiro-ministro Viktor Orbán, para tornar-se o novo presidente da Hungria após a renúncia de Pál Schmitt. Foi finalmente eleito em 2 de maio para um mandato de cinco anos com 262 votos a favor e 40 contra. Apenas votou a seu favor seu partido e contra Jobbik. O resto dos partidos não participaram na votação como forma de protestar pela eleição unilateral da Fidesz. Áder tomou posse em 10 de maio.